# Stiftskirche (Kaiserslautern)

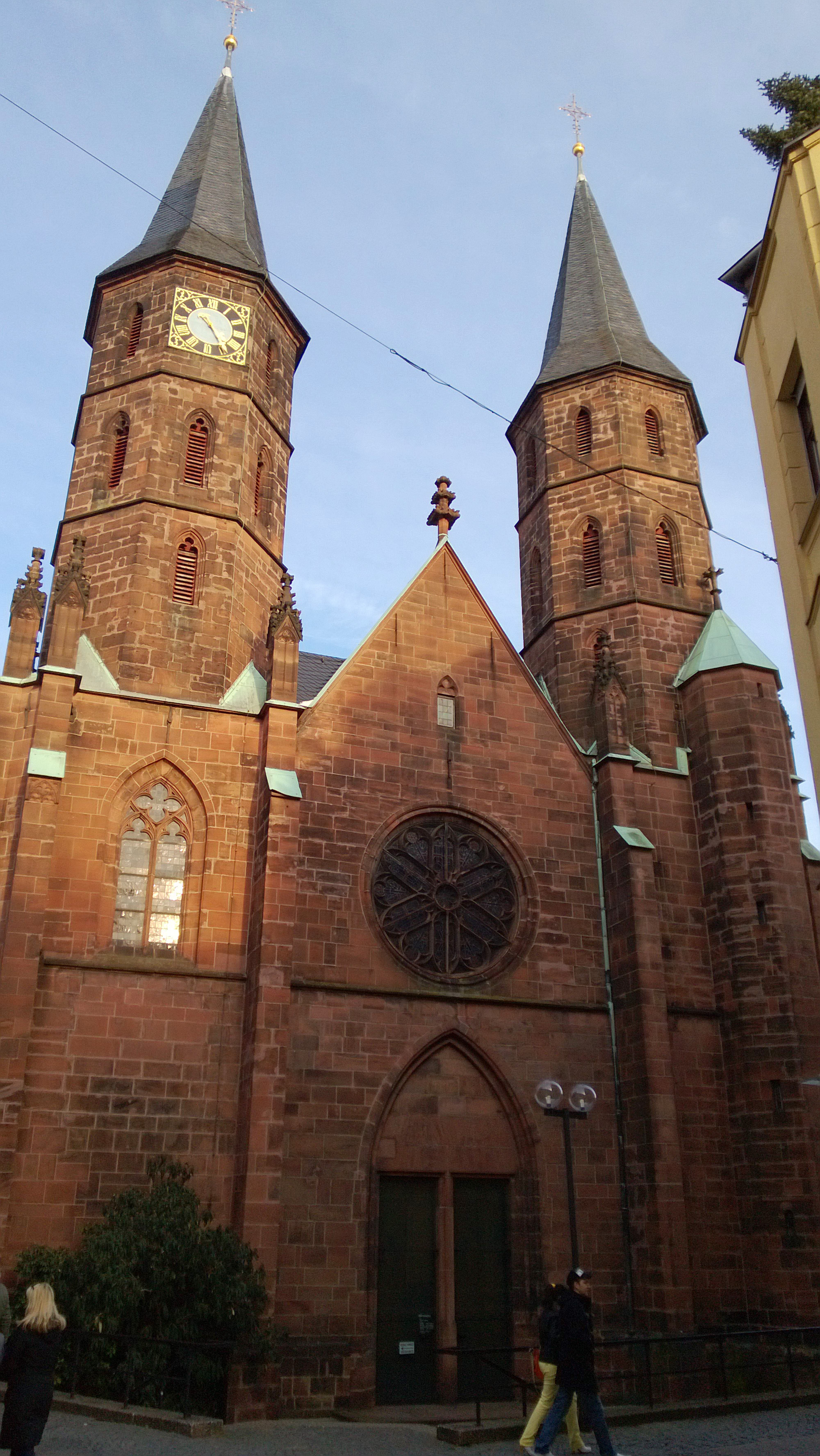
Die Stiftskirche in Kaiserslautern

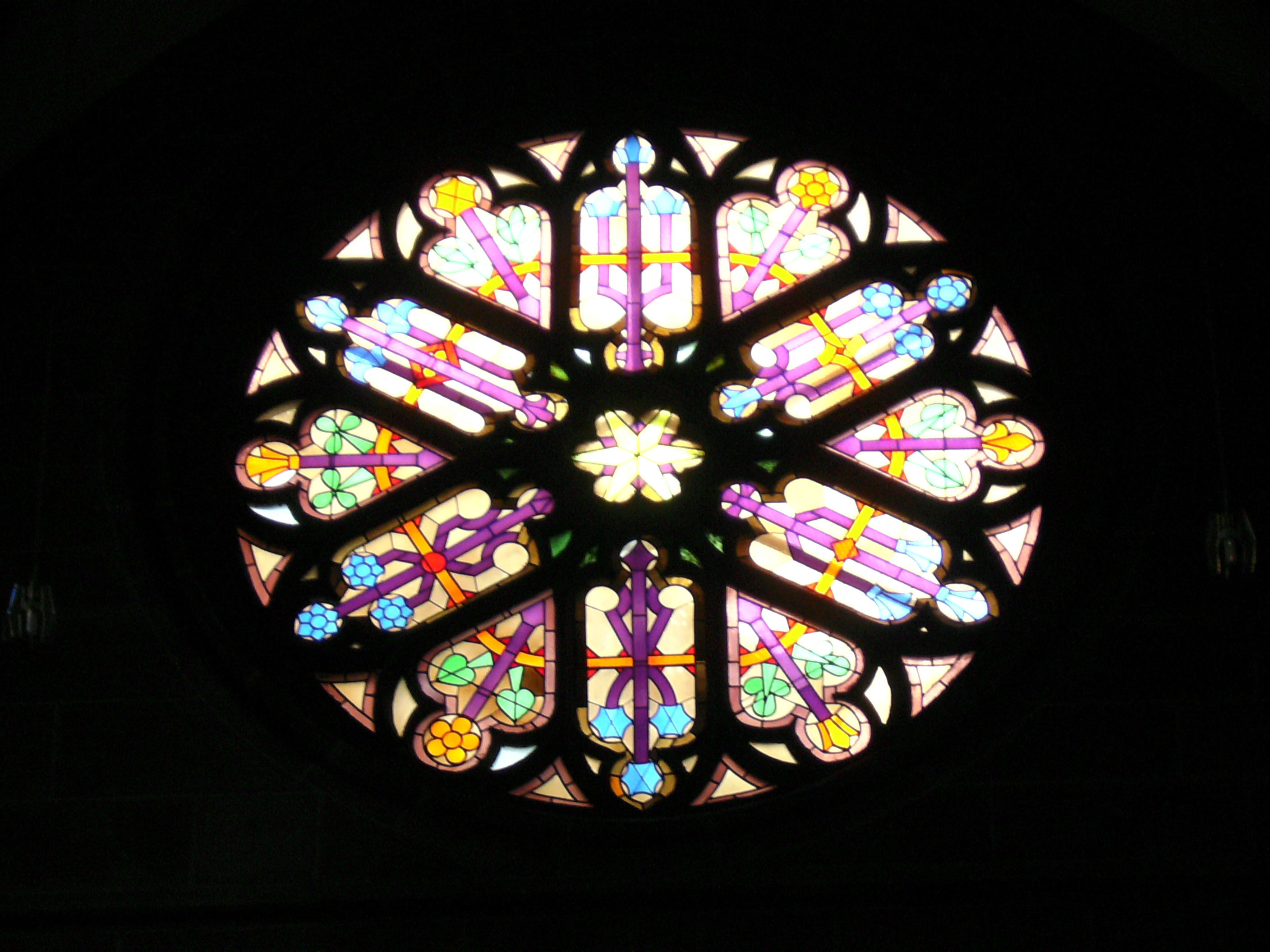
Rosette über dem Hauptportal des Kirchenschiffs

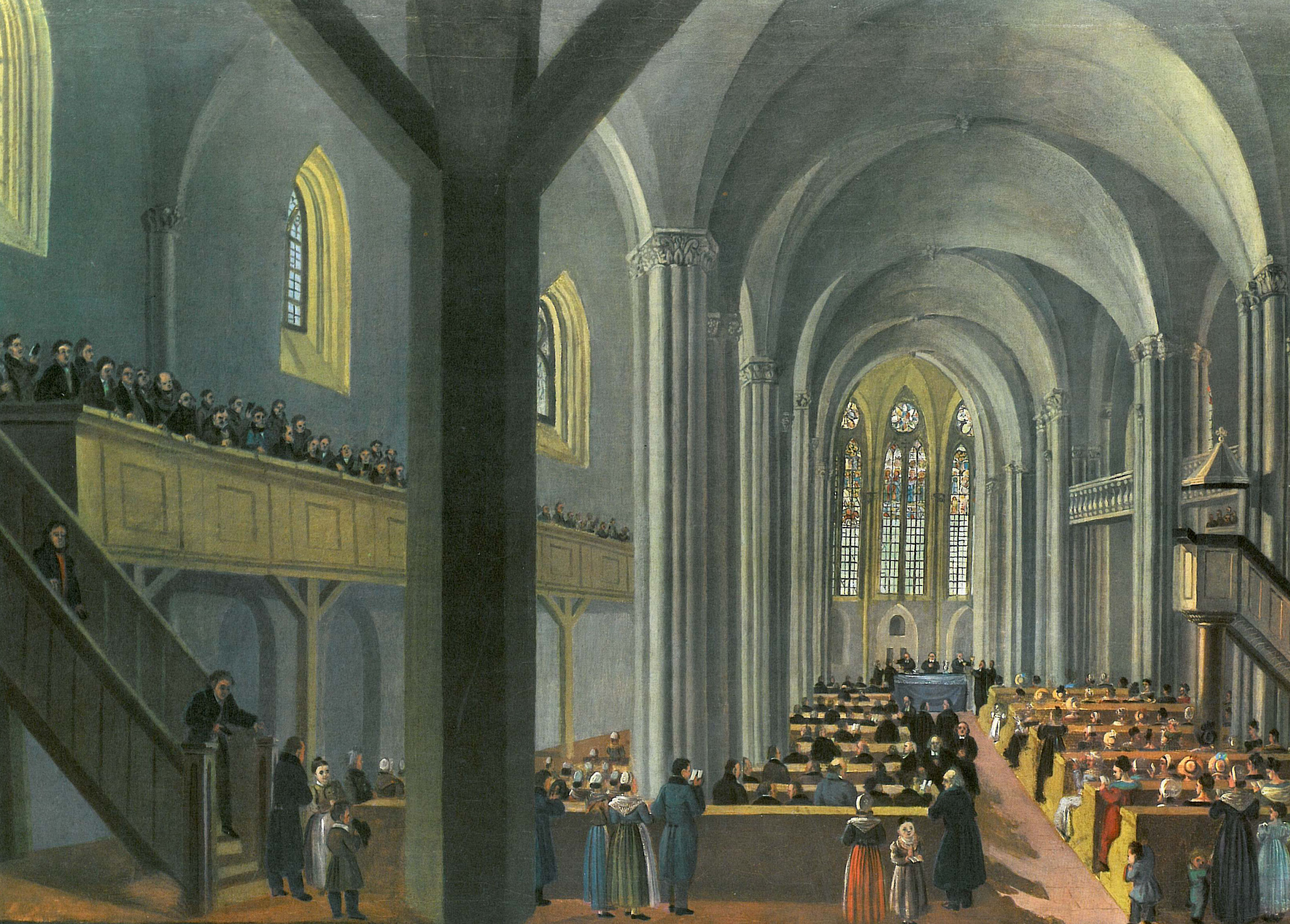
Abendmahl in der Stiftskirche Kaiserslautern (die Darstellung des Kircheninneren ist ungenau)

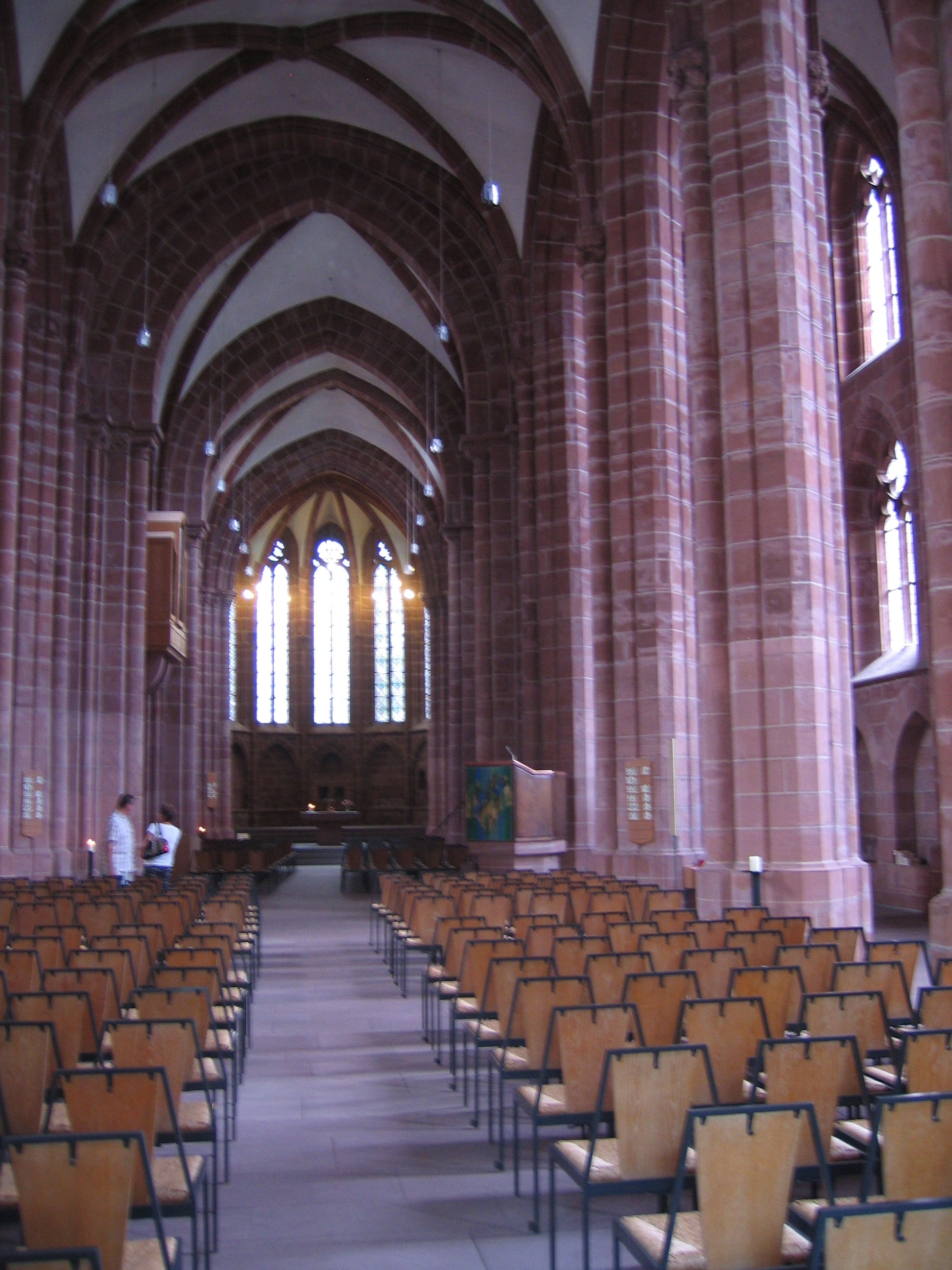
Innenraum der Kirche

Die Stiftskirche St. Martin und St. Maria (kurz Stiftskirche) in Kaiserslautern ist eine protestantische Pfarrkirche. Sie ist die älteste Hallenkirche zwischen Rhein und Saar und zählt zu den bedeutendsten gotischen Kirchenbauten in der Pfalz. Der Bau aus Sandsteinquadern ist nach Osten ausgerichtet und springt aus der Straßenfront etwas zurück, so dass sich die Marktstraße hier zu einem etwa dreieckigen Platz (dem ehemaligen Marktplatz) weitet. Die Dachlandschaft ist durch den achteckigen Hauptturm, die beiden Westtürme und die Giebeldächer der Nordfront gekennzeichnet.

## Baugeschichte
Die Stiftskirche geht zurück auf ein Stift (Kloster) der Prämonstratenser, die Kaiser Friedrich I. Barbarossa im Jahr 1176 aus dem württembergischen Leutkirch nach Kaiserslautern eingeladen hatte. Von der zunächst genutzten dreischiffigen Klosterkirche im spätromanischen Stil konnten in den 1960er-Jahren nur noch die Fundamente nachgewiesen werden. Um 1250 begannen die Prämonstratenser mit dem Bau einer neuen Kirche. Zunächst wurde der heutige Chor errichtet, der 1291 mit der Weihe der (heute nicht mehr vorhandenen) Richardiskapelle vollendet war. 30 Jahre später wurde der Bau des Langhauses in Angriff genommen und wohl vor 1350 vollendet. In der zweiten Hälfte des 14. Jahrhunderts wurde die nördliche Vorhalle angebaut, zu Beginn des 16. Jahrhunderts wurden die beiden Westtürme errichtet. 1510 oder 1511 wurde das Prämonstratenserstift in ein weltliches Kollegiatstift umgewandelt, das im Zuge der Reformation 1565 aufgelöst wurde. Seither ist die Kirche evangelische Pfarrkirche. Zu Beginn des 18. Jahrhunderts wurde der ursprünglich nur zweistöckige Hauptturm um ein Stockwerk erhöht. 1806 wurde die Richardiskapelle abgerissen (an deren Stelle errichtete der Apotheker und damalige Bürgermeister Goswin Müllinghoff sein Wohnhaus mit Apotheke), 1819 der Kreuzgang abgebrochen. Um 1880 umfangreiche Instandsetzung. Im Zweiten Weltkrieg wurde die Kirche schwer beschädigt. Von 1946 bis 1950 wurde die Kirche, insbesondere der Hauptturm, in vereinfachter Form wieder hergestellt. 1965 wurde die gotische Sakristei abgebrochen und die Kirche restauriert. Nach Grabungen im Bereich des ehemaligen Klosters wurde dort die neue Kirchenverwaltung errichtet.

## Chor
Der Chor mit einem frühgotischen 7/12-Schluss ist aufgrund örtlicher Gegebenheiten sehr schmal ausgebildet. Über dem quadratischen Westjoch erhebt sich der Hauptturm der Kirche. Von den Anbauten des Chors ist heute nur noch die nördliche Vorhalle erhalten, auf der Südseite sind noch die Ansatzspuren vom Gewölbe des ehemaligen Kreuzgangs erkennbar.

## Langhaus
Das hochgotische Langhaus ist genauso lang wie der Chor. Es besteht aus einem Haupt- und zwei Seitenschiffen unter einem gemeinsamen Satteldach, am Westende erheben sich zwei achteckige Türme. Die ungewöhnliche schmale Ausbildung der Seitenschiffe und die leichte Achsenabweichung zum Chor sind den örtlichen Gegebenheiten geschuldet. Die sechs Joche des Langhauses und der Vorhalle sind auf der (dem ehemaligen Marktplatz zugewandten) Nordseite durch giebelständige Satteldächer gekennzeichnet. Das Nordportal mit Wimberg trägt reichen Maßwerkschmuck. Im Innern sind die Joche von Langhaus und Chor durch Kreuzrippengewölbe gestaltet, sodass trotz der unterschiedlichen Entstehungszeit ein gleichmäßiger Raumeindruck entsteht.

## Ausstattung

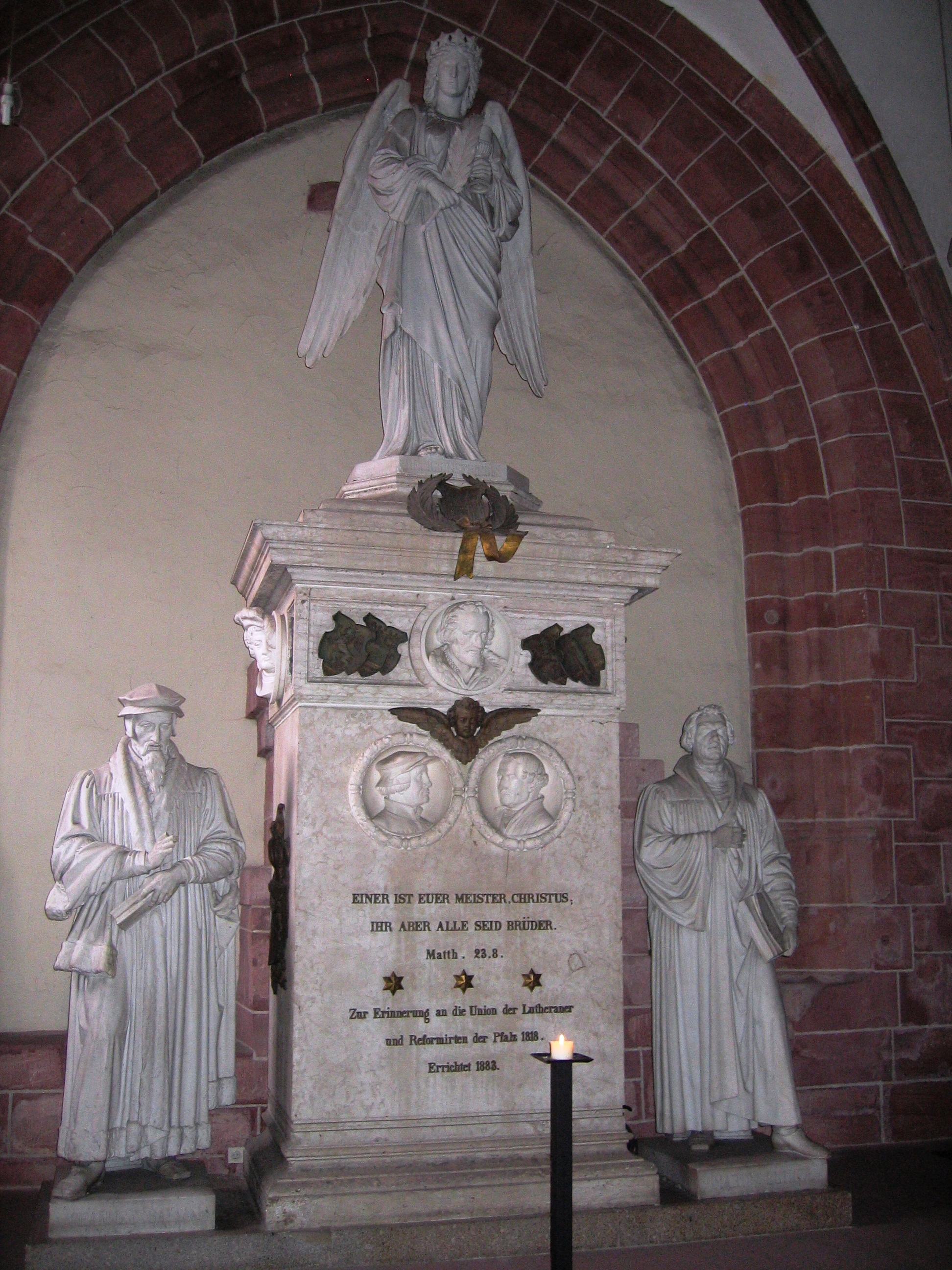
Unionsdenkmal; links: Johannes Calvin, rechts: Martin Luther

Die Ausstattung der Kirche ist modern. Zusätzlich zum Hochaltar im Chor wird heute ein moderner, fahrbarer (und damit entfernbarer) Altar unter dem Hauptturm genutzt. In der nördlichen Vorhalle befindet sich ein Marmordenkmal zur Erinnerung an die pfälzische Union der Lutheraner und Reformierten zur Protestantischen Landeskirche der Pfalz im Jahr 1818 (Konrad Knoll, 1883).

## Orgel
Die Orgel steht im linken Seitenschiff. Sie wurde 1968 von der Firma Gebr. Oberlinger Orgelbau Windesheim erbaut und hat 64 Register auf vier Manualen und Pedal. Vorgängerinstrumente von der Ludwigsburger Orgelbaufirma Walcker (1880 und 1950) standen auf einer Orgelempore im Westen der Kirche.
| I Brustwerk C–g3 |                  |       |
| 01.              | Holzgedackt      | 8′    |
| 02.              | Quintatön        | 8′    |
| 03.              | Spillflöte       | 4′    |
| 04.              | Principal        | 2′    |
| 05.              | Quinte           | 1 ⁄3′ |
| 06.              | Sesquialter II 0 | 2 ⁄3′ |
| 07.              | Flageolett II    | 1′    |
| 08.              | Cymbel IV        | 1⁄2′  |
| 09.              | Krummhorn        | 8′    |
| 10.              | Vox humana       | 8′    |
|                  | Cymbelstern      |       |
|                  | Tremulant        |       |

| II Hauptwerk C–g3 |                      |        |
| 11.               | Großgedackt          | 16′    |
| 12.               | Principal            | 08′    |
| 13.               | Rohrflöte            | 08′    |
| 14.               | Spitzgamba           | 08′    |
| 15.               | Octave               | 04′    |
| 16.               | Kleingedackt         | 04′    |
| 17.               | Quinte               | 02 ⁄3′ |
| 18.               | Superoctave          | 02′    |
| 19.               | Cornett IV (ab a0) 0 |        |
| 20.               | Mixtur V             | 02′    |
| 21.               | Scharff IV           | 01′    |
| 22.               | Cymbel III           | 01⁄6′  |
| 23.               | Trompete             | 16′    |
| 24.               | Trompete             | 08′    |
| 25.               | Clarine              | 04′    |

| III Schwellwerk C–g3 |                 |         |
| 26.                  | Bourdon         | 16′     |
| 27.                  | Metallflöte     | 08′     |
| 28.                  | Grobgedackt     | 08′     |
| 29.                  | Salicional      | 08′     |
| 30.                  | Gamba-Schwebung | 08′     |
| 31.                  | Principal       | 04′     |
| 32.                  | Gemshorn        | 04′     |
| 33.                  | Nasat           | 02 ⁄3′  |
| 34.                  | Octave          | 02′     |
| 35.                  | Blockflöte      | 02′     |
| 36.                  | Terz            | 01 3⁄5′ |
| 37.                  | Septime         | 01 ⁄7′  |
| 38.                  | Octave          | 01′     |
| 39.                  | Mixtur V        | 01 ⁄3′  |
| 40.                  | Fagott          | 16′     |
| 41.                  | Oboe            | 08′     |
| 42.                  | Schalmey        | 04′     |
|                      | Tremulant       |         |

| IV Chororgel C–g3 |                |       |
| 43.               | Gedackt        | 8′    |
| 44.               | Principal      | 4′    |
| 45.               | Koppelflöte 0  | 4′    |
| 46.               | Octave         | 2′    |
| 47.               | Salicional     | 2′    |
| 48.               | Carillon III 0 | 1 ⁄3′ |
| 49.               | Mixtur IV      | 1′    |
| 50.               | Trompete       | 8′    |
|                   | Tremulant      |       |

| Pedal C–f1 |                 |        |
| 51.        | Untersatz       | 32′    |
| 52.        | Principalbass 0 | 16′    |
| 53.        | Subbass         | 16′    |
| 54.        | Principal       | 08′    |
| 55.        | Octavbass       | 08′    |
| 56.        | Octave          | 04′    |
| 57.        | Rohrgedackt     | 04′    |
| 58.        | Superoctave     | 02′    |
| 59.        | Hintersatz IV   | 02 ⁄3′ |
| 60.        | Mixtur III      | 01′    |
| 61.        | Posaune         | 32′    |
| 62.        | Posaune         | 16′    |
| 63.        | Trompete        | 08′    |
| 64.        | Trompete        | 04′    |

- Koppeln: I/II; III/II; IV/II; III/I; I/P; II/P; III/P; IV/P.
- Spielhilfen: 6 freie Kombinationen; 2 feste Kombinationen; 1 freie Pedalkombination; Registercrescendo; Zungeneinzelabsteller; Zungenabsteller; 16′ ab; 32′ ab.

## Glocken
Am 16. August 1957 wurden 6 neue Glocken von der Glockengießerei Bachert in Karlsruhe gegossen. Anfang November des gleichen Jahres wurden sie in den Turm hinaufgezogen. Die Viertelstunden schlagen die Glocken 4 + 2 + 3 in der Reihenfolge, während die große Glocke zur vollen Stunden schlägt. Jeden Samstag um 18:00 Uhr läuten alle Glocken den Sonntag ein, zu den Sonntagsgottesdienst rufen wiederum nur die Glocken 2–6.
| Nr. | Name                           | Gussjahr | Gießer, Gussort    | Gewicht (kg) | Schlagton |
| 1   | Feiertags- oder Glaubensglocke | 1957     | Bachert, Karlsruhe | 3985         | as0       |
| 2   | Heimatglocke                   | 1957     | Bachert, Karlsruhe | 2000         | c1        |
| 3   | Unionsglocke                   | 1957     | Bachert, Karlsruhe | 1260         | es1       |
| 4   | Abendmahlsglocke               | 1957     | Bachert, Karlsruhe | 885          | f1        |
| 5   | Vater-Unser-Glocke             | 1957     | Bachert, Karlsruhe | 780          | g1        |
| 6   | Taufglocke                     | 1957     | Bachert, Karlsruhe | 470          | b1        |

## Carillon
2009 wurde in einem der beiden kleinen Westtürme ein Carillon mit 47 Glocken eingeweiht. Es kann automatisch und mit Hand gespielt werden. Die Initiative zur Einrichtung des Instruments ging von dem Kirchenmusiker Helmut Freitag aus.